# Фоскари, Франческо
Франческо Фоскари (итал. Francesco Foscari; 19 июня 1373, Венеция — 30 октября 1457, Венеция) — 65-й венецианский дож. Его правление было самым продолжительным среди всех венецианских дожей — 34,5 года.

## Биография
Правление дожа пришлось на начало эпохи итальянского Ренессанса. Фоскари был избран, когда Венеции пришлось вести длительную череду войн против Милана. Миланом в то время управлял герцог Филиппо Мария Висконти, чьи амбиции распространялись на доминирование над всей Северной и Средней Италией.
Несмотря на победы, война была чрезвычайно дорогостоящей для Венеции и её союзника Флоренции. В конечном счете Милан под руководством Франческо Сфорцы одержал верх. В 1454 году Сфорца установил окончательные границы между Миланским герцогством и Венецианской республикой.

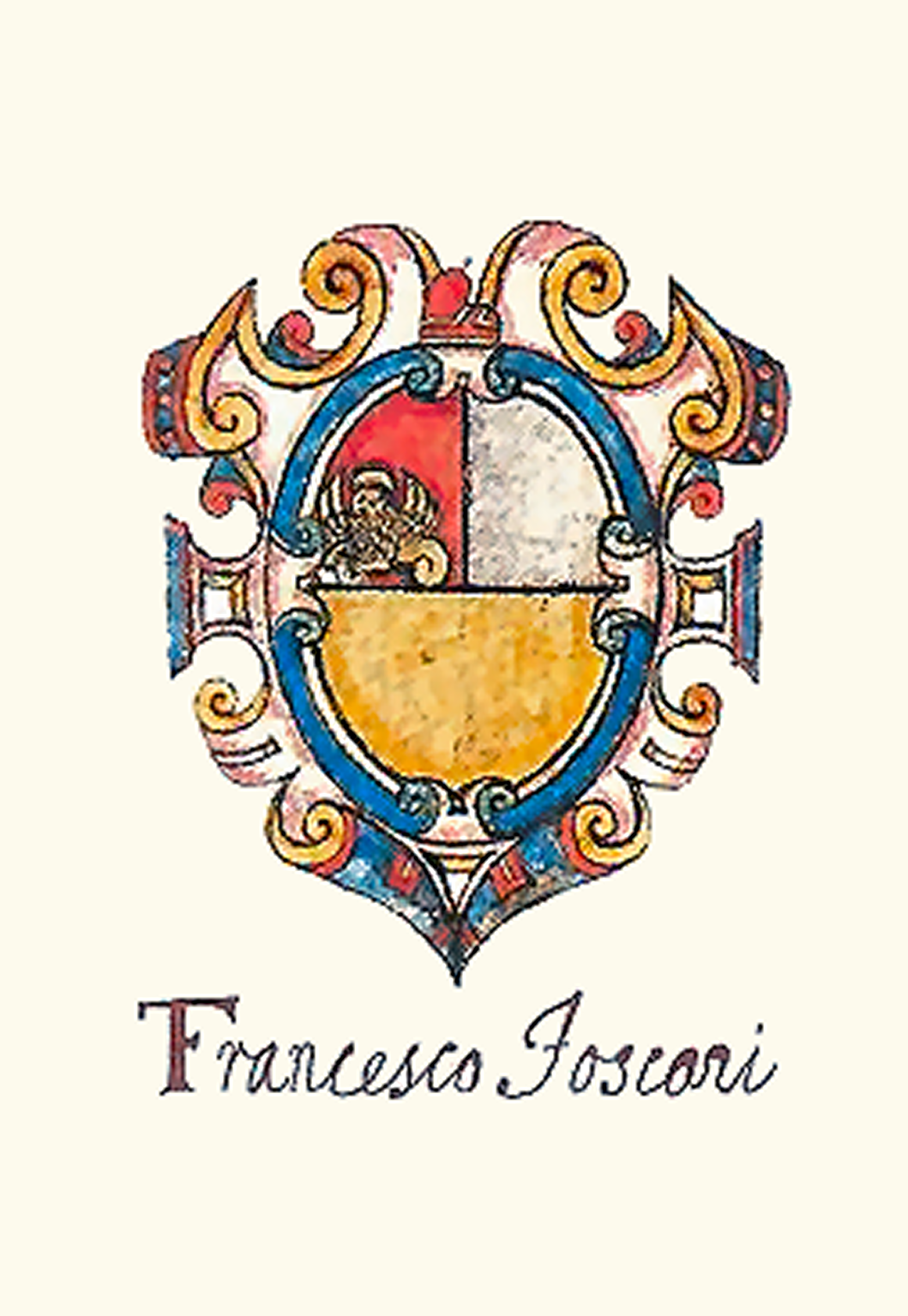
Герб дожа Франческо Фоскари

В 1445 году Совет Десяти осудил сына дожа Якопо по обвинению во взяточничестве и коррупции и выслал его из Венеции. Дальнейшие проступки Якопо в 1450 и 1456 годах привели его к заключению на остров Крит, где тот и умер. Новость о смерти сына, а также давление Большого совета заставили Франческо Фоскари в октябре 1457 года оставить пост дожа. Случай в истории венецианских дожей примечательный, так как большинство дожей правили до смерти. Пережитые события приводят к тому, что через неделю после отставки Франческо умирает. Венецианский народ настоял, чтобы Фоскари был похоронен как официальное лицо со всеми почестями.

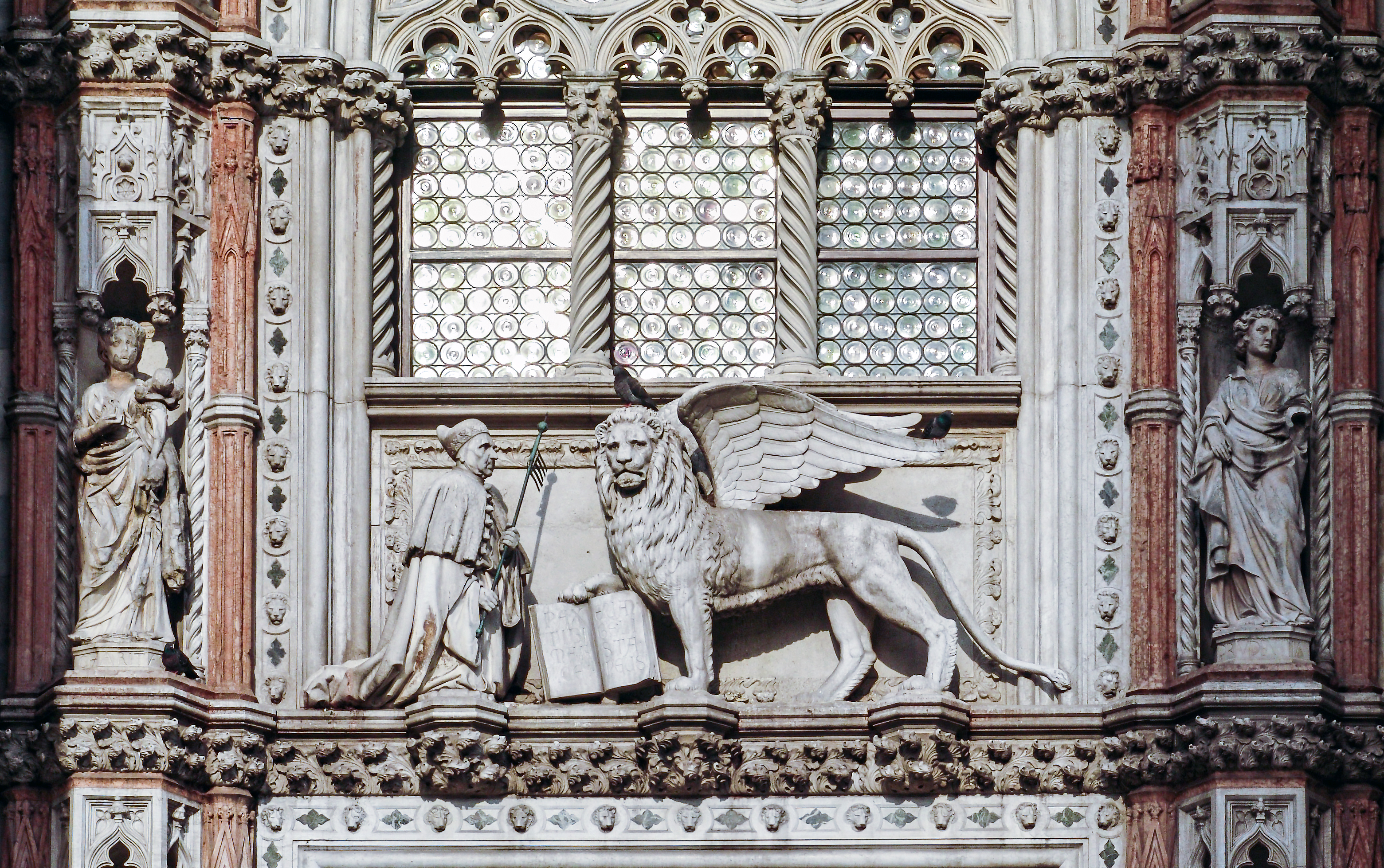
Рельеф, изображающий коленопреклонённого Франческо Фоскари на фасаде Порта делла Карта Дворца дожей

Гробница дожа находится в церкви Санта-Мария-Глорьоза-дей-Фрари.
Был женат на Марине Нани.

## В искусстве
Жизнь Фоскари была сюжетом пьесы «Двое Фоскари», написанной лордом Байроном. Пьеса послужила основанием одноименной оперы Джузеппе Верди, премьера которой состоялась 3 ноября 1844 года.